# Danh sách cầu thủ tham dự FIFA Club World Cup 2015
Mỗi câu lạc bộ tham dự FIFA Club World Cup 2015 phải đăng ký 23 cầu thủ (3 thủ môn) với FIFA trước ngày 30 tháng 11 năm 2015. Các trường hợp chấn thương được phép thay thế 24 giờ trước trận đấu đầu tiên của đội.

## América
Huấn luyện viên:  Ignacio Ambríz
Ghi chú: Quốc kỳ chỉ đội tuyển quốc gia được xác định rõ trong điều lệ tư cách FIFA. Các cầu thủ có thể giữ hơn một quốc tịch ngoài FIFA.
| Số | VT | Quốc gia  | Cầu thủ          |
| -- | -- | --------- | ---------------- |
| 1  | TM | México    | Hugo González    |
| 2  | HV | Argentina | Paolo Goltz      |
| 4  | HV | México    | Erik Pimentel    |
| 5  | TV | México    | Javier Güémez    |
| 6  | HV | Paraguay  | Miguel Samudio   |
| 7  | TĐ | México    | Adrián Marín     |
| 8  | TV | Colombia  | Andrés Andrade   |
| 9  | TĐ | Argentina | Darío Benedetto  |
| 10 | TV | Paraguay  | Osvaldo Martínez |
| 11 | TV | Ecuador   | Michael Arroyo   |
| 12 | HV | Paraguay  | Pablo Aguilar    |
| 13 | TM | México    | Luis Pineda      |

| Số | VT | Quốc gia  | Cầu thủ                      |
| -- | -- | --------- | ---------------------------- |
| 14 | TV | Argentina | Rubens Sambueza (đội trưởng) |
| 15 | HV | México    | Osmar Mares                  |
| 16 | TV | México    | Diego Pineda                 |
| 17 | HV | Hoa Kỳ    | Ventura Alvarado             |
| 18 | HV | México    | Carlos Rosel                 |
| 21 | TV | México    | José Guerrero                |
| 22 | HV | México    | Paul Aguilar                 |
| 23 | TM | México    | Moisés Muñoz                 |
| 24 | TĐ | México    | Oribe Peralta                |
| 26 | TV | México    | Francisco Rivera             |
| 31 | TĐ | Colombia  | Darwin Quintero              |

## Auckland City
Huấn luyện viên:  Ramon Tribulietx
Ghi chú: Quốc kỳ chỉ đội tuyển quốc gia được xác định rõ trong điều lệ tư cách FIFA. Các cầu thủ có thể giữ hơn một quốc tịch ngoài FIFA.
| Số | VT | Quốc gia    | Cầu thủ                     |
| -- | -- | ----------- | --------------------------- |
| 1  | TM | New Zealand | Jacob Spoonley              |
| 2  | HV | Serbia      | Marko Đorđević              |
| 3  | HV | Nhật Bản    | Iwata Takuya                |
| 4  | TV | Croatia     | Mario Bilen                 |
| 5  | HV | Tây Ban Nha | Ángel Berlanga (đội trưởng) |
| 6  | HV | New Zealand | Jesse Edge                  |
| 7  | TV | Tây Ban Nha | Mikel Álvaro                |
| 8  | HV | New Zealand | Michael den Heijer          |
| 9  | HV | Anh         | Darren White                |
| 10 | TĐ | New Zealand | Ryan De Vries               |
| 11 | TV | New Zealand | Te Atawhai Hudson-Wihongi   |
| 12 | TV | New Zealand | Adam McGeorge               |

| Số | VT | Quốc gia         | Cầu thủ               |
| -- | -- | ---------------- | --------------------- |
| 13 | HV | New Zealand      | Alfie Rogers          |
| 14 | TĐ | New Zealand      | Clayton Lewis         |
| 16 | HV | Hàn Quốc         | Kim Dae-Wook          |
| 17 | TĐ | Bồ Đào Nha       | João Moreira          |
| 18 | TM | New Zealand      | Danyon Drake          |
| 19 | TĐ | Quần đảo Solomon | Micah Lea'alafa       |
| 20 | TĐ | Argentina        | Emiliano Tade         |
| 21 | TĐ | New Zealand      | Nathaniel Hailemariam |
| 22 | TĐ | New Zealand      | Andrew Milne          |
| 23 | TV | New Zealand      | Sam Burfoot           |
| 24 | TM | New Zealand      | Liam Anderson         |

## Barcelona
Huấn luyện viên:  Luis Enrique
Ghi chú: Quốc kỳ chỉ đội tuyển quốc gia được xác định rõ trong điều lệ tư cách FIFA. Các cầu thủ có thể giữ hơn một quốc tịch ngoài FIFA.
| Số | VT | Quốc gia    | Cầu thủ                     |
| -- | -- | ----------- | --------------------------- |
| 1  | TM | Đức         | Marc-André ter Stegen       |
| 2  | HV | Brasil      | Douglas                     |
| 3  | HV | Tây Ban Nha | Gerard Piqué                |
| 4  | TV | Croatia     | Ivan Rakitić                |
| 5  | TV | Tây Ban Nha | Sergio Busquets             |
| 6  | HV | Brasil      | Dani Alves                  |
| 8  | TV | Tây Ban Nha | Andrés Iniesta (đội trưởng) |
| 9  | TĐ | Uruguay     | Luis Suárez                 |
| 10 | TĐ | Argentina   | Lionel Messi                |
| 11 | TĐ | Brasil      | Neymar                      |
| 13 | TM | Chile       | Claudio Bravo               |
| 14 | TV | Argentina   | Javier Mascherano           |

| Số | VT | Quốc gia    | Cầu thủ          |
| -- | -- | ----------- | ---------------- |
| 15 | HV | Tây Ban Nha | Marc Bartra      |
| 17 | TĐ | Tây Ban Nha | Munir El Haddadi |
| 18 | HV | Tây Ban Nha | Jordi Alba       |
| 19 | TĐ | Tây Ban Nha | Sandro Ramírez   |
| 20 | TV | Tây Ban Nha | Sergi Roberto    |
| 21 | HV | Brasil      | Adriano          |
| 23 | HV | Bỉ          | Thomas Vermaelen |
| 24 | HV | Pháp        | Jérémy Mathieu   |
| 25 | TM | Tây Ban Nha | Jordi Masip      |
| 26 | TV | Tây Ban Nha | Sergi Samper     |
| 28 | TV | Tây Ban Nha | Gerard Gumbau    |

## Guangzhou Evergrande Taobao
Huấn luyện viên:  Luiz Felipe Scolari
Ghi chú: Quốc kỳ chỉ đội tuyển quốc gia được xác định rõ trong điều lệ tư cách FIFA. Các cầu thủ có thể giữ hơn một quốc tịch ngoài FIFA.
| Số | VT | Quốc gia   | Cầu thủ                |
| -- | -- | ---------- | ---------------------- |
| 3  | HV | Trung Quốc | Mei Fang               |
| 5  | HV | Trung Quốc | Zhang Linpeng          |
| 6  | HV | Trung Quốc | Feng Xiaoting          |
| 7  | TĐ | Brasil     | Alan                   |
| 8  | TV | Brasil     | Paulinho               |
| 9  | TĐ | Brasil     | Elkeson                |
| 10 | TV | Trung Quốc | Zheng Zhi (đội trưởng) |
| 11 | TV | Brasil     | Ricardo Goulart        |
| 12 | TV | Trung Quốc | Wang Shangyuan         |
| 13 | TM | Trung Quốc | Fang Jingqi            |
| 16 | TV | Trung Quốc | Huang Bowen            |
| 17 | TV | Trung Quốc | Liu Jian               |

| Số | VT | Quốc gia   | Cầu thủ        |
| -- | -- | ---------- | -------------- |
| 19 | TM | Trung Quốc | Zeng Cheng     |
| 20 | TV | Trung Quốc | Yu Hanchao     |
| 21 | TV | Trung Quốc | Zhao Xuri      |
| 22 | TM | Trung Quốc | Li Shuai       |
| 25 | HV | Trung Quốc | Zou Zheng      |
| 27 | TV | Trung Quốc | Zheng Long     |
| 28 | HV | Hàn Quốc   | Kim Young-Gwon |
| 29 | TĐ | Trung Quốc | Gao Lin        |
| 33 | HV | Trung Quốc | Rong Hao       |
| 35 | HV | Trung Quốc | Li Xuepeng     |
| 56 | TĐ | Brasil     | Robinho        |

## TP Mazembe
Huấn luyện viên:  Patrice Carteron
Ghi chú: Quốc kỳ chỉ đội tuyển quốc gia được xác định rõ trong điều lệ tư cách FIFA. Các cầu thủ có thể giữ hơn một quốc tịch ngoài FIFA.
| Số | VT | Quốc gia               | Cầu thủ         |
| -- | -- | ---------------------- | --------------- |
| 1  | TM | Cộng hòa Dân chủ Congo | Robert Kidiaba  |
| 2  | HV | Cộng hòa Dân chủ Congo | Joël Kimwaki    |
| 4  | HV | Zambia                 | Nathan Sinkala  |
| 5  | HV | Cộng hòa Dân chủ Congo | Patient Mwepo   |
| 6  | HV | Mali                   | Salif Coulibaly |
| 7  | TĐ | Bờ Biển Ngà            | Roger Assalé    |
| 9  | TĐ | Tanzania               | Mbwana Samatta  |
| 10 | TV | Zambia                 | Given Singuluma |
| 11 | TĐ | Mali                   | Adama Traoré    |
| 12 | TV | Cộng hòa Dân chủ Congo | Bope Bokadi     |
| 14 | HV | Zambia                 | Kabaso Chongo   |
| 16 | TV | Bờ Biển Ngà            | Christian Koffi |

| Số | VT | Quốc gia               | Cầu thủ          |
| -- | -- | ---------------------- | ---------------- |
| 17 | TĐ | Cộng hòa Dân chủ Congo | Jonathan Bolingi |
| 18 | TV | Zambia                 | Rainford Kalaba  |
| 19 | TV | Ghana                  | Daniel Adjei     |
| 20 | TĐ | Ghana                  | Solomon Asante   |
| 21 | TM | Cộng hòa Dân chủ Congo | Aimé Bakula      |
| 22 | TM | Bờ Biển Ngà            | Sylvain Gbohouo  |
| 23 | TV | Ghana                  | Gladson Awako    |
| 24 | HV | Ghana                  | Yaw Frimpong     |
| 27 | HV | Ghana                  | Richard Boateng  |
| 28 | TĐ | Tanzania               | Thomas Ulimwengu |
| 29 | TV | Mali                   | Boubacar Diarra  |

## River Plate
Huấn luyện viên:  Marcelo Gallardo
Ghi chú: Quốc kỳ chỉ đội tuyển quốc gia được xác định rõ trong điều lệ tư cách FIFA. Các cầu thủ có thể giữ hơn một quốc tịch ngoài FIFA.
| Số | VT | Quốc gia  | Cầu thủ                       |
| -- | -- | --------- | ----------------------------- |
| 1  | TM | Argentina | Marcelo Barovero (đội trưởng) |
| 2  | HV | Argentina | Jonathan Maidana              |
| 3  | HV | Colombia  | Éder Álvarez Balanta          |
| 5  | TV | Argentina | Matías Kranevitter            |
| 6  | HV | Argentina | Leandro Vega                  |
| 7  | TĐ | Uruguay   | Rodrigo Mora                  |
| 8  | TV | Uruguay   | Carlos Sánchez                |
| 10 | TV | Argentina | Gonzalo Martínez              |
| 11 | TĐ | Argentina | Javier Saviola                |
| 12 | TM | Argentina | Augusto Batalla               |
| 13 | TĐ | Argentina | Lucas Alario                  |
| 15 | TĐ | Argentina | Leonardo Pisculichi           |

| Số | VT | Quốc gia  | Cầu thủ           |
| -- | -- | --------- | ----------------- |
| 16 | TV | Argentina | Nicolás Bertolo   |
| 18 | TV | Uruguay   | Camilo Mayada     |
| 19 | TĐ | Uruguay   | Tabaré Viúdez     |
| 20 | HV | Argentina | Milton Casco      |
| 21 | HV | Argentina | Leonel Vangioni   |
| 22 | TĐ | Argentina | Sebastián Driussi |
| 23 | TV | Argentina | Leonardo Ponzio   |
| 24 | HV | Argentina | Emanuel Mammana   |
| 25 | HV | Argentina | Gabriel Mercado   |
| 26 | TM | Argentina | Julio Chiarini    |
| 27 | TV | Argentina | Luís González     |

## Sanfrecce Hiroshima
Huấn luyện viên: Moriyasu Hajime
Ghi chú: Quốc kỳ chỉ đội tuyển quốc gia được xác định rõ trong điều lệ tư cách FIFA. Các cầu thủ có thể giữ hơn một quốc tịch ngoài FIFA.
| Số | VT | Quốc gia | Cầu thủ           |
| -- | -- | -------- | ----------------- |
| 1  | TM | Nhật Bản | Hayashi Takuto    |
| 4  | HV | Nhật Bản | Mizumoto Hiroki   |
| 5  | HV | Nhật Bản | Chiba Kazuhiko    |
| 6  | TV | Nhật Bản | Aoyama Toshihiro  |
| 8  | TV | Nhật Bản | Morisaki Kazuyuki |
| 9  | TĐ | Brasil   | Douglas           |
| 11 | TĐ | Nhật Bản | Satō Hisato       |
| 13 | TM | Nhật Bản | Masuda Takuya     |
| 14 | TV | Croatia  | Mihael Mikić      |
| 16 | TV | Nhật Bản | Satoru Yamagishi  |
| 18 | TV | Nhật Bản | Kashiwa Yoshifumi |
| 19 | HV | Nhật Bản | Sasaki Sho        |

| Số | VT | Quốc gia | Cầu thủ          |
| -- | -- | -------- | ---------------- |
| 21 | TM | Nhật Bản | Hironaga Ryotaro |
| 22 | TĐ | Nhật Bản | Minagawa Yusuke  |
| 24 | TV | Nhật Bản | Notsuda Gakuto   |
| 25 | TV | Nhật Bản | Chajima Yusuke   |
| 27 | TV | Nhật Bản | Shimizu Kohei    |
| 28 | TV | Nhật Bản | Marutani Takuya  |
| 29 | TĐ | Nhật Bản | Asano Takuma     |
| 30 | TV | Nhật Bản | Shibasaki Kosei  |
| 33 | HV | Nhật Bản | Shiotani Tsukasa |
| 34 | HV | Nhật Bản | Takahashi Soya   |
| 37 | TV | Nhật Bản | Miyahara Kazuya  |